# József Divéky
József Divéky, auch Josef von Divéky, (geboren 28. September 1887 in Farmos, Gemeinde Nagykáta, Österreich-Ungarn; gestorben 9. September 1951 in  Sopron) war ein ungarischer Grafiker und Designer.

## Leben

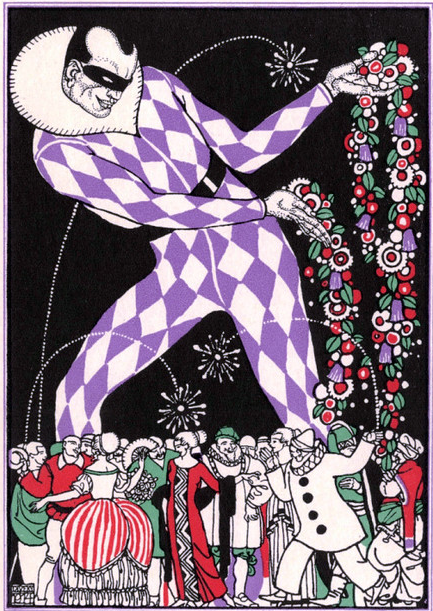
Ex Libris Karnevali Jelenet (1914)

Nach dem Besuch einer privaten Malschule studierte Divéky 1905–1907 an der Akademie der Bildenden Künste Wien bei Alois Delug und 1907–1910 an der Wiener Kunstgewerbeschule. Beruflich war Divéky als Gebrauchsgrafiker in Wien, Zürich, Brüssel und Budapest erfolgreich tätig. Ab 1919 lebte er in der Schweiz, ab 1941 lehrte er an der Kunstgewerbeschule Budapest. Divéky arbeitete für die Wiener Werkstätte, als Designer für die Glaslusterfirma Lobmeyr, schuf Exlibris, publizierte in verschiedenen Zeitschriften und arbeitete als Buchillustrator.
1937 wurde in der Nazi-Aktion „Entartete Kunst“ nachweislich seine Radierung Gefilde der Seeligen aus dem Schlossmuseum Weimar beschlagnahmt und vernichtet.

## Illustrierte Bücher (Auswahl)
- Gottfried August Bürger: Des Freiherrn von Münchhausen wunderbare Reisen und Abenteuer, Reihe „Schaffsteins Volksbücher für die Jugend“, Band 16, Hermann & Friedrich Schaffstein Köln o. J. (1905).
- Ernst Theodor Amadeus Hoffmann: Klein Zaches genannt Zinnober, Brüder Rosenbaum Wien Leipzig o. J. (1911).
- Heinrich Heine, Der Doktor Faust, ein Tanzpoem, Morawe & Scheffelt Verlag Berlin 1912, 400 Exemplare.
- Gottfried August Bürger, Des Freiherrn von Münchhausen wunderbare Reisen und Abenteuer. Deutsch von C.(!). A. Bürger. Mit einem Nachwort von Paul Holzhausen über Münchhausen und seine Lügendichtung, Morawe & Scheffelt Verlag Berlin 1913
- Ludwig Achim von Arnim: Isabella von Ägypten, Kaiser Karl des Fünften erste Jugendliebe, Kunstverlag Anton Schroll & Co Wien 1918.
- Voltaire: Kandide oder Es ist doch die beste Welt, Morawe & Scheffelt Verlag Berlin 1920.